# 논산 덕평리 석조여래입상
논산 덕평리 석조여래입상(論山德坪里石造如來立像)은 대한민국 충청남도 논산시 덕평리에 있는 불상이다. 1976년 1월 8일 충청남도의 유형문화재 제55호로 지정되었다.

## 개요
충청남도 논산에 있는 이 불상은 현재 무릎 아래 부분이 묻혀 있어 원래의 크기를 알 수 없지만 남아 있는 불신의 크기가 2m 가까이 되는 점을 고려하면 상당히 큰 작품이었을 것이다. 특히 고려시대 무신이었던 정공권의 시(詩)에 소개될 만큼 유명한 불상이었다.
머리에는 둥근 상투 모양의 머리묶음이 큼직하고, 눈·코·입은 적당한 크기로 풍만한 얼굴과 조화를 이루고 있다. 양 어깨에 걸친 두꺼운 옷은 가슴아래로 넓게 U자형의 주름을 이루며 흘러내리다가 다리 부분에 이르러서는 2가닥으로 나누어지고 있다.
남원 만복사지 석불입상(보물 제43호)과 그 양식이 비슷한 점으로 보아 고려시대에 만들어진 불상으로 추정된다.

## 현지 안내문
불상의 앞에는 대형 판석 1매와 직사각형의 배례석 1매가 놓여있고, 그 앞에는 조선시대 8각 돌기둥 1개가 세워져 있다. 석불의 전체적 형상은 마멸이 심하게 이루어져 있으나, 자체 조각선이 깊어 대체적 형상은 파악된다. 불상의 정수리가 둥글고 귀는 뭉뚱그려져 있다. 둥근 얼굴에 볼륨은 있으나, 눈, 코, 입 등 얼굴 전체에 비하여 작게 표현되어 있어 사실감이 적다. 목은 비교적 길게 표현되고 삼도를 나타내고 있으며 법의는 양쪽 어깨를 두르고 내려와 가슴에서 4중의 U자형 옷주름을 이루었고, 두 손을 합장한 형식의 여래상으로 보이나 손 모양은 깨져 없어졌다. 불상의 전체적 조각수법으로 보아 고려 중기의 것으로 추정된다.

## 참고 자료
- 논산덕평리석조여래입상 - 국가유산청 국가유산포털